# Roblox
Roblox är en onlinespelplattform skapad av Roblox Corporation, utgiven 8 april 2006.
Plattformen består av en mängd olika datorspel och användarna kan även skapa egna spel, socialisera och skapa sin egen karaktär. Ett av de äldsta spelen på Roblox heter Crossroads.[källa behövs] Ett annat är spelet Grow a Garden som fått stor uppmärksamhet då det spelats av över 21,3 miljoner personer samtidigt, vilket skulle göra det till den högsta registrerade siffran någonsin.
Roblox riktar sig till stor del till yngre barn. Spelarna kan chatta med varandra men det finns filter mot grovt språk. Det går att reglera vem som kan skicka meddelanden eller bjuda in till spel. Det finns möjlighet till köp inuti spelet. Roblox slogan är "Reimagining the Way People Come Together".

## Historia
Spelet började utvecklas 2004 av David Baszucki, John Shedletsky, Matt Dusek och Erik Cassel, då under namnet Dynablocks. 2005 ändrades namnet till Roblox och blev klart 2006. 

## Plattform
Roblox  består av två program, Roblox player och Roblox studio.

### Roblox player
I Roblox player kan användarna spela spel skapade av andra användare. Det är inte ett stand-alone-program, utan startas från hemsidan.

### Roblox studio
Roblox studio är verktyget som används för att skapa spel. Det innehåller en egen webbläsare som kan användas för att redigera spel som användaren har redigeringstillåtelse för. Programmet stöds officiellt på Windows och Mac.
Roblox studio har två delar: byggande och programmering. Byggandet fungerar genom att användaren skapar block, så kallade "parts". Dessa har sedan flera egenskaper som kan ändras, exempelvis vikt, färg, och storlek. Programmeringen använder en modifierad version av programmerings-språket Lua 5.1 kallat "Luau" och användas för att göra parts och andra delar i spelvärlden dynamiska, till exempel genom att förflytta dem.
På användarnas profiler kan spelen sedan spelas. I spelen kan användarna sälja olika produkter för spelets valuta "Robux".

## DevEx (Developer Exchange)
För etablerade spelskapare erbjuder Roblox ett system för att växla Robux, R$, tidigare även Tix, till verkliga pengar, kallat DevEx (Developer Exchange).
Med Robux kan man köpa saker till sin avatar (person, "gubbe") och till olika förmågor i de flesta spel. Gamepasses är produkter som man kan köpa för att exempelvis göra saker enklare i spel.
En av många uppmärksammade spelskapare är Simon Mäkelä som hittills har skapat 4 spel som tillsammans har spelats 70 miljoner gånger, vilket har gett en inkomst på över 1 miljon SEK. 
1 Robux motsvarar 0,0035 Amerikanska Dollar.

## Medlemskap
Användare kan köpa ett medlemskap som heter Roblox Premium där man får ett antal Robux i månaden och får tillgång till olika premiumförmåner.

## Statistik
I april 2021 angavs Roblox ha 202 miljoner aktiva användare varje månad.
En svensk undersökning från 2022 visade att sju procent av alla svenska internetanvändare över 8 år använde Roblox och 2 procent spelade varje dag. Roblox användes nästan enbart av de allra yngsta internetanvändarna i Sverige, de födda på 2010-talet. Bland dem hade drygt 6 av 10 använt Roblox under det senaste året och nästan 3 av 10 använde Roblox dagligen.
51% av Roblox-spelarna är män, och 44% är kvinnor. Resterande 5% vill ej uppge sitt kön.
Cirka 42% av Roblox-spelarna är under 13 år.
Roblox har drygt 70 miljoner aktiva spelare varje dag